# Орбассано
Орбассано (итал. Orbassano, пьем. Orbassan [ʊrbaˈsaŋ]) — коммуна в Италии, располагается в регионе Пьемонт, в провинции Турин.
Население составляет 22512 человека (2008 г.), плотность населения — 1002 чел./км². Занимает площадь 22 км². Почтовый индекс — 10043. Телефонный код — 011.
Покровителем коммуны почитается святой Иоанн Креститель, празднование 24 июня.

## Демография
Динамика населения:

## Города-побратимы
- Элк, Польша (2010)
- Ножан-сюр-Уаз, Франция

## Администрация коммуны
- Официальный сайт: http://www.comune.orbassano.to.it/ Архивная копия от 12 апреля 2010 на Wayback Machine